# Amna Al-Haddad
Amna Al-Haddad (nacida el 21 de octubre de 1989 en los Emiratos Árabes Unidos) es una halterofilista y periodista emiratí.

## Primeros años
Cuando era joven y vivía del periodismo, Al-Haddad padecía de sobrepeso. Para parar esto, comenzó a dar pequeños paseos que se convirtieron en carreras. Empezó a ir al gimnasio y se ejercitaba levantando pesas.

## Carrera en el deporte
Al-Haddad empezó a competir para Europa y América poco después de que a las mujeres musulmanas se les empezara a permitir competir en unitardo. Ha ganado varias medallas y gracias a ello se presentó para competir representando a su país en los Juegos Olímpicos de 2016 en Río de Janeiro.